# Pseudonerice unidentata
Pseudonerice unidentata är en fjärilsart som beskrevs av Felix Bryk 1950. Pseudonerice unidentata ingår i släktet Pseudonerice och familjen tandspinnare. Inga underarter finns listade.